# Masacre de Alto Remanso
La masacre de Alto Remanso ocurrió en 28 de marzo de 2022 en un bazar campesino en la vereda Alto Remanso del municipio de Puerto Leguízamo, Putumayo, Colombia en medio del desarrollo de una operación militar contra alias Bruno y alias Managua, pertenecientes a los «Comandos de Frontera». El saldo de muertos fue de once personas, varios heridos y dos desaparecidos. Entre las víctimas de la acción militar estuvieron el gobernador indígena kichwa, Pablo Panduro Coquinche y el presidente de la Junta de Acción Comunal.

## Historia
La masacre sucedió al término de una fiesta en la que había vecinos de veredas aledañas con sus hijos. Según el medio Vorágine, está confirmada la presencia de al menos cinco disidentes armados de las FARC y algunos civiles.
El presidente Iván Duque declaró la «neutralización de 11 integrantes de disidencias de las Farc y la captura de 4 criminales más en Puerto Leguízamo», sin embargo, entre las víctimas de la acción militar estuvieron el gobernador indígena kichwa, Pablo Panduro Coquinche y el presidente de la Junta de Acción Comunal, su esposa embarazada y un menor de edad, algo no reconocido por el gobierno de Duque. Debido a esto, se ha establecido un paralelismo entre esta masacre y los falsos positivos durante la presidencia de Álvaro Uribe.

### Consecuencias
El viernes 2 de junio de 2023, la Fiscalía imputó cargos a 25 militares involucrados en la masacre entre ellos un coronel, un capitán, un teniente, cuatro suboficiales y 18 soldados profesionales serán acusados por los delitos de homicidio en persona protegida y homicidio en persona protegida en modalidad de tentativa.